# Степаненко, Михаил Борисович
Михаил Борисович Степаненко (6 июня 1942, Семипалатинск — 28 октября 2019, Киев) — советский и украинский композитор, музыковед, музыкально-общественный деятель. Народный артист Украины (1997), Заслуженный деятель искусств Российской Федерации (2003), профессор, председатель Союза композиторов Украины в 1993—2004 годах.

## Биография
Родился в Семипалатинске (Казахстан) 6 июня 1942 года. Окончил фортепианный (1966) и композиторский (1971) факультеты Киевской консерватории.
С 1967 преподаёт в Киевской консерватории, с 1973 г. — член Союза композиторов Украины. В 1993—2004 возглавлял Союз композиторов Украины (Председатель правления и Первый секретарь союза).
С 1997 возглавлял жюри Международного конкурса пианистов имени М. Лысенко.
Автор симфонических, камерно-инструментальных, хоровых произведений, романсов, песен, музыки к театральным спектаклям. Осуществил грамзаписи более 30 произведений украинских композиторов для фортепиано.
Занимался исследовательской работой в области истории украинской музыки, в частности восстановил и подготовил к публикации сонаты для скрипки и чембало М. С. Березовского.
Как пианист выступал в России, США, Канаде, Японии, Финляндии, Армении. Записал несколько грампластинок и компакт-дисков.
Член жюри многих международных конкурсов.

## Личная жизнь
Супруга — Светлана Невзорова (официально зарегистрировали брак—1975)

## Награды и звания
- Народный артист Украины (23 декабря 1997 года) — за весомый личный вклад в развитие украинской культуры и искусства, высокий профессионализм[1]
- Заслуженный деятель искусств Украины (10 июля 1993 года) — за значительный личный вклад в развитие украинской культуры и искусства, высокое профессиональное мастерство[2]
- Заслуженный деятель искусств Российской Федерации (27 января 2003 года) — за большой вклад в развитие искусства и укрепление российско-украинских культурных связей[3]